# アレッサンドラ・パナーロ
アレッサンドラ・パナーロ（イタリア語: Alessandra Panaro、1939年12月14日 - 2019年5月1日）は、イタリアの映画女優。ルキノ・ヴィスコンティによる『若者のすべて』（1960年公開）などに出演し、1950年代後半から1960年代前半にかけて活躍した。

## 経歴
パナーロは、1939年12月14日にローマの裕福な家庭に生まれた。テレーザ・フランキーニの下で演技を学び、16歳となる1954年に女優デビュー。1956年に製作されたディーノ・リージ監督作品『貧しいが美しい男たち』にて一躍有名となり、以降はロマンティック・コメディ作品を中心に活躍した。翌年から2年ほど、『貧しいが美しい男たち』で共演したロレッラ・デ・ルーカとともに、イタリア放送協会製作のテレビ番組『イル・ムジキエーレ』に出演し、司会のマリオ・リーヴァを支え続けた。
パナーロは、イタリア系エジプト人の銀行家であるジーン＝ピエーレ・サベットと結婚したが、彼とは1983年に死別している。1992年には俳優のジャンカルロ・スブラジアと再婚したが、彼とも1994年に死別した。
2019年5月1日に、スイス・ジュネーヴにある自宅で死去。

## 主な出演作品
- Gli innamorati（1955年）
- 貧しいが美しい男たち（1957年）
- 美しいが貧しい娘たち（1957年）
- Amore e chiacchiere（1957年）
- Lazzarella（1957年）
- La trovatella di Pompei（1957年）
- Totò, Peppino e le fanatiche（1958年）
- 貧しい富豪たち（1958年）
- Cerasella（1959年）
- Il raccomandato di ferro（1959年）
- Cigarettes, whisky et p'tites pépées（1959年）
- 若者のすべて（1960年）
- バッカスの狂宴（英語版）[3]（1961年）
- 新・海賊ブラッド（英語版）[4]（1962年）
- ガスコンの三銃士（英語版）[5]（1962年）
- Il boia di Venezia（1963年）
- ヘラクレス対モロク（英語版）（1963年）
- 白い巨像（英語版）[6]（1964年）
- 悪魔のための30丁のウインチェスター（英語版）（1965年）
- 太陽神のピラミッド（英語版）（1965年）
- アステカの財宝（英語版）（1965年）
- La Madama（1976年）